# Poundland

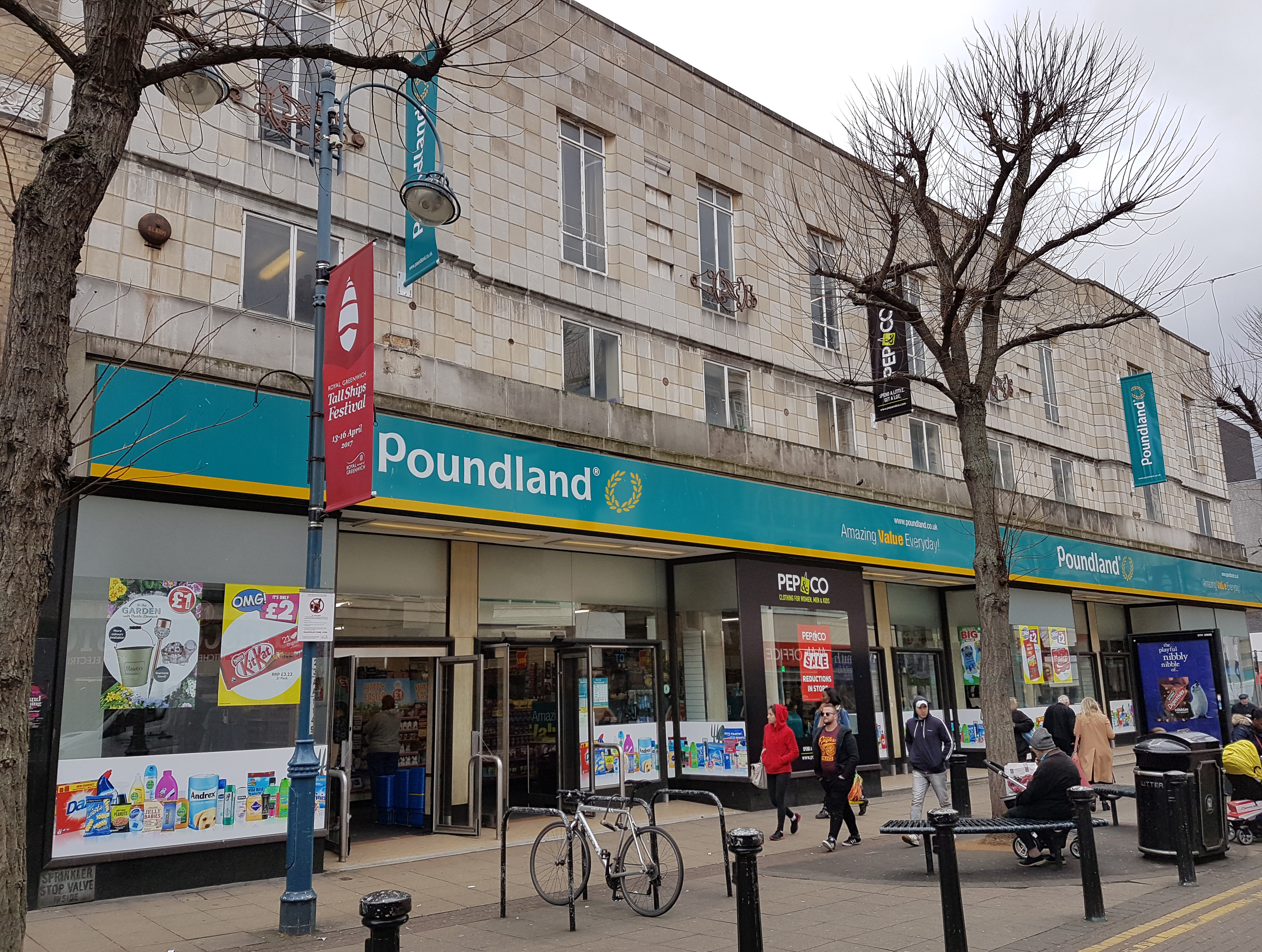
Eine Poundland-Filiale in Woolwich, London

Poundland ist eine britische Ladenkette, die die meisten Waren für je ein Pfund Sterling verkauft. Der erste Laden wurde im Dezember 1990 in Burton-upon-Trent eröffnet, vier weitere folgten noch im selben Jahr.
Der Unternehmenssitz befindet sich in Willenhall (West Midlands). Poundland beschäftigte Anfang 2010 7000 Mitarbeiter in 254 Filialen. Mitte 2013 belief sich die Zahl der Filialen in Großbritannien auf 450, 2016 war sie auf 896 mit 18 000 Mitarbeitern gestiegen.
Poundland gehört seit Juni 2025 dem Finanzinvestor Gordon Brothers. Zuvor war die Kette zusammen mit den Schwesterfirmen Pepco und Dealz Teil der Pepco Group N.V. Diese gehört über die Holdinggesellschaft IBEX Retail Investments (Europe) Limited  zum börsennotierten Möbelkonzern Steinhoff International Holdings.